# Whitestone Logging Camp
Whitestone Logging Camp – jednostka osadnicza w Stanach Zjednoczonych, w stanie Alaska, w okręgu Hoonah–Angoon.